# Boezinge
Boisinghe, Boesinghe, ou Boezinge (en néerlandais : Boezinge) est une section de la ville belge d'Ypres située en Région flamande dans la province de Flandre-Occidentale. C'était une commune à part entière avant la fusion des communes de 1977. Lors d`une précédente fusion en 1971 Boezinge avait intégré elle même la commune de Zuidschote.

## Démographie

### Évolution démographique avant la fusion de 1971
- Sources : INS, Rem. : 1831 jusqu'en 1961 = recensements[5].

### Évolution démographique de la commune fusionnée (1971-1976)
- Sources : INS, Rem. : 1831 jusqu'en 1970 = recensements, 1976 = nombre d'habitants au 31 décembre[5].

## Histoire
Boezinge était un manoir qui appartenait successivement aux familles Belle (1er quart du XIVe siècle - 2e et 3e quarts du XVe siècle), Van Diksmuide, Van Halewijn, Van Witthem, de Cusance et des Trompes. Kaspar des Trompes reconstruisit le château en 1631 et fit également construire une écluse, conçue par Bartholomeus de Buck. Par la suite, la seigneurie a encore appartenu aux familles de Masin, de Chauviray et de Thibault.
La famille de Thibault s'allie au début du XVIIIe siècle à celle de Masin et récupère la seigneurie de Boesinghe. En 1849, le château de Boesinghe appartient à un descendant de cette famille, Léopold de Thibault, lequel est alors bourgmestre de Boesinghe.
De 1696 à 1782, l'écluse était encore protégée par le Sint-Niklaasfort.
Les droits de dîme de la paroisse étaient entre les mains du Chapitre Saint Martin à Ypres. Pendant la Furie iconoclaste (1566), l'église et le château ont été incendiés.
Un recensement de 1846 répertorie trois forgerons, quatre brasseries, un four à chaux, deux briqueteries et deux féculeries.
Au début de la Première Guerre mondiale, Boezinge doit faire face à des réfugiés de Malines et des environs. Lorsque les Allemands se sont révoltés contre la population civile le Schuwe Maandag à Roulers (19 octobre 1914), une deuxième vague de réfugiés est arrivée des villages de l'est d'Oostnieuwkerke, Passchendaele, Westrozebeke, Staden, Poelkapelle et autres. La première attaque au gaz a eu lieu le 22 avril 1915.

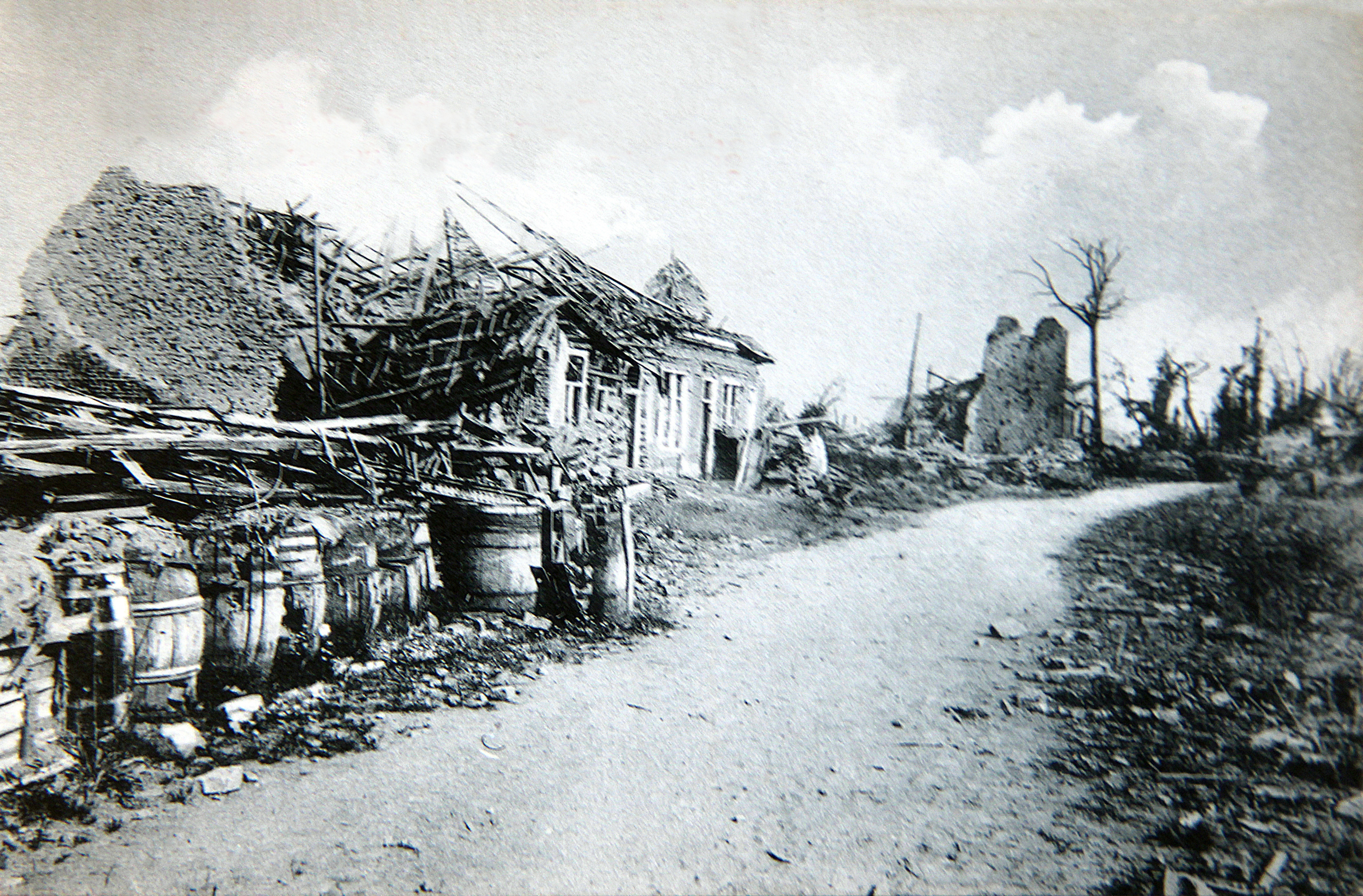
Quartier dévasté par les combats de 1914 à Boisinghe (Belgique).

Lors de la première bataille d'Ypres, malgré les dangers, une partie de la population restait encore sur place. Après la deuxième bataille d'Ypres, Boezinge est devenu un village fantôme. Il ne restait rien des bâtiments ; l'église a également été complètement détruite. Ce n'est qu'à l'été 1919 que les premiers habitants de Boezingen sont revenus. Ils ont d'abord vécu dans des casernements en bois et il a fallu des années pour reconstruire leur village. Divers lieux tels des cimetières de guerre, des mémoriaux de guerre et des bunkers témoignent encore de cette période.
En 1971, la commune de Zuidschote a été annexée, mais en 1977, Boezinge a perdu son indépendance et a été rattachée à la ville d'Ypres.

## Personnalités liées à la commune

### Seigneurs de Boezinge
- Vers 1600, Adolphe des Trompes est seigneur de Boesinghe, Gheluwe, Westhove, Bellequint, Gavere, Sampleton, Planques (Planques?), grand-bailli de la châtellenie d'Ypres. Il a pour femme Adrienne de Gavarre, dame de Wilre, près de Louvain[6].
- Marie-Jeanne des Trompes, fille d'Adolphe, se marie avec Georges de Masin (1594-1656), fils d'Éloi de Masin, seigneur de la Tourelle, échevin du Franc de Bruges, et de Jeanne Van Meckeren, fille de Gérard Van Meckeren, vice-amiral de Flandre. Georges de Masin nait le 30 juin 1594, est chevalier, seigneur de la Tourelle, échevin du Franc de Bruges. Mort le 27 octobre 1656, il est inhumé dans l'église Saint-Jacques de Bruges[6].
- Jean-Isebalde de Masin, fils de Georges de Masin, est seigneur de la Tourelle, Boesinghe et autres lieux. Il meurt à Boezinghe le 7 février 1694.
- Adrien de Masin, également fils de Georges de Masin, frère de Jean-Isebalde, devient seigneur de Boesinghe, après son frère. Il détient également Frenoy, et autres lieux...
- Les deux précédents ont plusieurs frères et sœurs  qui décèdent tous à Boesinghe vers la fin du XVIIe siècle[6].